# Agapanthia coeruleipennis
Agapanthia coeruleipennis är en skalbaggsart som beskrevs av Imre Frivaldszky 1878. Agapanthia coeruleipennis ingår i släktet Agapanthia och familjen långhorningar.
Artens utbredningsområde är Iran. Inga underarter finns listade i Catalogue of Life.